# Substance (альбом New Order)
Substance (рус. Сущность), также известный как Substance 1987 — сборник всех синглов британской рок-группы New Order, изданный в августе 1987 года лейблом Factory Records. В диск вошли все синглы, вышедшие в 1981—1987 годах в формате 12-дюймовых грампластинок. Кроме этого в альбом вошли ремиксы известных композиций группы, а также новые песни, написанные специально для этого: «True Faith» и «1963». Они составили собой новый сингл, предварявший релиз компиляции.
Substance издавался в виде комплектов из двух виниловых пластинок, компакт-дисков, DAT-кассет или аудио-кассет. Альбом тепло встретили аудитория и критики, он занял третье место в британском хит-параде и 361-е место в списке «500 величайших альбомов всех времён» журнала Rolling Stone. Уровень продаж превысил один миллион экземпляров.

## Обзор
Substance прослеживает развитие группы от постпанка и инди-рока ранних синглов к электро и техно середины 1980-х годов. В виниловом формате альбом вышел на двух пластинках. На компакт-диске и аудиокассете помимо песен со сторон «А», также включены композиции с обратных сторон соответствующих синглов.
Несмотря на концепцию (сборник всех синглов в 12-дюймовом формате) в альбоме допущены отступления:
- «Temptation» и «Confusion» были в 1987 году перезаписаны для данного сборника; оригинальные 12" версии этих синглов появились в 2008 году на переизданиях альбомов Movement и Power, Corruption & Lies соответственно.
- Песня Joy Division «Ceremony» представлена в версии, записанной уже с Джиллиан Гилберт. Оригинальная версия — первая песня, записанная Самнером, Хуком и Моррисом после переименовывания группы в New Order — в итоге была издана в 2005 году в составе сборника Singles и в 2008 году на переиздании альбома Movement.
- «Procession» и «Murder» попали на сборник как би-сайды, несмотря на то, что изначально издавались на синглах на сторонах «А». К слову, «Procession» — единственная песня на Substance, не выпускавшаяся на «двенадцатидюймовках».
- «The Perfect Kiss» (только в CD-версии), «Sub-culture», «Shellshock» и «Hurt» были укорочены по сравнению с оригинальными версиями с синглов из-за ограничений по длительности тогдашних носителей.

Тем не менее Substance сохраняет свою актуальность, так как включает версии песен, не доступные на других компакт-дисках группы.
В 2005 году вышел двойной сборник всех синглов New Order Singles, на котором представлены обычные, 7-дюймовые версии песен.

## Обложка
Обложка альбома оформлена Тревором Кием и дизайнерской фирмой Питера Сэвилла.

## Реакция критики
Из рецензий американских музыкальных критиков, сопровождавших выход альбома:
Обозреватель Billboard обратил внимание на красоту и строгость оформления комплекта пластинок, и высказал мнение, что наличие в нём нового броского сингла «True Faith» побудит поклонников группы приобрести сборник. Журналист Los Angeles Times Роберт Хилбёрн в своей заметке от 24 ноября 1987 года оценил Substance тремя звёздами из четырёх возможных, назвал New Order последователями техно-попа Джорджо Мородера и добавил, что группа в полной мере использует современные технические возможности и ёмкость музыкальных носителей, заполнив компакт-диски до отказа своими творениями. Непосвящённым слушателям он сообщил, что этот двухдисковый комплект вобрал в себя всю танцевальную музыку квартета, выпущенную к тому моменту. Роберт Кристгау в рецензии для таблоида The Village Voice посетовал на недостаточную полноту винилового издания, а музыкантов охарактеризовал как величайшую диско-группу после распада Chic. «Секретом элементарного вокала Бернарда Альбрехта, двухпальцевых упражнений (клавишницы) Джиллиан Гилберт, басового бренчания Питера Хука и плотных, мощных ударных Стива Морриса никогда не была виртуозность, — пишет Кристгау, — это была концепция, тайминг, взаимопонимание и просто религиозная сосредоточенность».

## Список композиций
Издание в формате двух грампластинок:
Слова и музыка всех песен — (если не указано иначе) — New Order: Питер Хук, Джиллиан Гилберт, Стивен Моррис, Бернард Самнер.
| №                   | Название                    | Автор(ы)            | Длительность |
| ------------------- | --------------------------- | ------------------- | ------------ |
| 1.                  | «Ceremony»                  | Joy Division        | 4:23         |
| 2.                  | «Everything’s Gone Green»   |                     | 5:30         |
| 3.                  | «Temptation» (новая версия) |                     | 6:59         |
| Общая длительность: | Общая длительность:         | Общая длительность: | 16:52        |

| №                   | Название                   | Автор(ы)                | Длительность  |
| ------------------- | -------------------------- | ----------------------- | ------------- |
| 1.                  | «Blue Monday»              |                         | 7:29          |
| 2.                  | «Confusion» (новая версия) | New Order, Артур Бейкер | 4:43          |
| 3.                  | «Thieves Like Us»          | New Order, Артур Бейкер | 6:36          |
| Общая длительность: | Общая длительность:        | Общая длительность:     | 18:48 (35:40) |

| №                   | Название            | Автор(ы)             | Длительность |
| ------------------- | ------------------- | -------------------- | ------------ |
| 1.                  | «The Perfect Kiss»  |                      | 8:46         |
| 2.                  | «Sub-culture»       |                      | 4:48         |
| 3.                  | «Shellshock»        | New Order, Джон Роби | 6:28         |
| Общая длительность: | Общая длительность: | Общая длительность:  | 20:02        |

| №                   | Название                | Автор(ы)               | Длительность            |
| ------------------- | ----------------------- | ---------------------- | ----------------------- |
| 1.                  | «State of the Nation»   |                        | 6:32                    |
| 2.                  | «Bizarre Love Triangle» |                        | 6:44                    |
| 3.                  | «True Faith»            | New Order, Стивен Хейг | 5:55                    |
| Общая длительность: | Общая длительность:     | Общая длительность:    | 19:02 (39:04) (1:14:44) |

Издание в формате двух компакт-дисков (или двух DAT-кассет):
На первом компакт диске были собраны заглавные синглы, вышедшие в 1981—1987 годах в формате 12-дюймовых грампластинок. На втором диске были сгруппированы преимущественно би-сайды с этих синглов.
Слова и музыка всех песен — (если не указано иначе) — New Order: Питер Хук, Джиллиан Гилберт, Стивен Моррис, Бернард Самнер.
| №                   | Название                    | Автор(ы)                | Длительность |
| ------------------- | --------------------------- | ----------------------- | ------------ |
| 1.                  | «Ceremony»                  | Joy Division            | 4:23         |
| 2.                  | «Everything’s Gone Green»   |                         | 5:30         |
| 3.                  | «Temptation» (новая версия) |                         | 6:59         |
| 4.                  | «Blue Monday»               |                         | 7:29         |
| 5.                  | «Confusion» (новая версия)  | New Order, Артур Бейкер | 4:43         |
| 6.                  | «Thieves Like Us»           | New Order, Артур Бейкер | 6:36         |
| 7.                  | «The Perfect Kiss»          |                         | 8:02         |
| 8.                  | «Sub-culture»               |                         | 4:48         |
| 9.                  | «Shellshock»                | New Order, Джон Роби    | 6:28         |
| 10.                 | «State of the Nation»       |                         | 6:32         |
| 11.                 | «Bizarre Love Triangle»     |                         | 6:44         |
| 12.                 | «True Faith»                | New Order, Стивен Хейг  | 5:55         |
| Общая длительность: | Общая длительность:         | Общая длительность:     | 1:14:09      |

| №                   | Название                                    | Автор(ы)                | Би-сайд к               | Длительность      |
| ------------------- | ------------------------------------------- | ----------------------- | ----------------------- | ----------------- |
| 1.                  | «In a Lonely Place»                         | Joy Division            | Ceremony                | 6:16              |
| 2.                  | «Procession»                                |                         | [ ~ 1 ]                 | 4:27              |
| 3.                  | «Mesh»                                      |                         | Everything's Gone Green | 3:25              |
| 4.                  | «Hurt»                                      |                         | Temptation              | 6:58              |
| 5.                  | «The Beach»                                 |                         | Blue Monday             | 7:19              |
| 6.                  | «Confused» (инструментальная версия)        | New Order, Артур Бейкер | Confusion               | 7:38              |
| 7.                  | «Lonesome Tonight»                          |                         | Thieves Like Us         | 5:11              |
| 8.                  | «Murder»                                    |                         | [ ~ 3 ]                 | 3:55              |
| 9.                  | «Thieves Like Us» (инструментальная версия) | New Order, Артур Бейкер | Murder                  | 6:57              |
| 10.                 | «Kiss of Death»                             |                         | The Perfect Kiss        | 7:02              |
| 11.                 | «Shame of the Nation»                       | New Order, Джон Роби    | State of the Nation     | 7:54              |
| 12.                 | «1963»                                      | New Order, Стивен Хейг  | True Faith              | 5:35              |
| Общая длительность: | Общая длительность:                         | Общая длительность:     | Общая длительность:     | 1:12:37 (2:26:46) |

1. ↑  Не является би-сайдом. Издавалась отдельным 7-дюймовым синглом в 1981 году, на котором была заглавным треком.
2. ↑  На сингле было два би-сайда. «Mesh» и «Cries and Whispers». Вторая песня в эту комплектацию не попала.
3. ↑  Не является би-сайдом. Издавалась отдельным 12-дюймовым синглом в 1984 году, на котором была заглавным треком.

| \| \| \|                                                                 |                             |
| Комплектация издания варианта издания Substance на двух компакт-кассетах |                             |
| Первая кассета, вкладыш к кассете и футляр к ней                         | Вторая кассета и её вкладыш |

Издание в формате двух компакт-кассетах:
Данное издание было наиболее полным и включало в себя 28 треков. За основу комплектации был взят вышеуказанный принцип компакт-дисков. На первой кассете были собраны 13 песен, издававшихся ранее в формате 12-дюймовых грампластинок. На второй кассете находятся «Procession», издававшаяся семидюймовым синглом, би-сайды, а также несколько ремиксов.
Слова и музыка всех песен — (если не указано иначе) — New Order: Питер Хук, Джиллиан Гилберт, Стивен Моррис, Бернард Самнер.
| №                   | Название                    | Автор(ы)                | Длительность |
| ------------------- | --------------------------- | ----------------------- | ------------ |
| 1.                  | «Ceremony»                  | Joy Division            | 4:23         |
| 2.                  | «Everything’s Gone Green»   |                         | 5:30         |
| 3.                  | «Temptation» (новая версия) |                         | 6:59         |
| 4.                  | «Blue Monday»               |                         | 7:29         |
| 5.                  | «Confusion» (новая версия)  | New Order, Артур Бейкер | 4:43         |
| 6.                  | «Thieves Like Us»           | New Order, Артур Бейкер | 3:55         |
| 7.                  | «Murder»                    |                         | 8:02         |
| Общая длительность: | Общая длительность:         | Общая длительность:     | 39:35        |

| №                   | Название                | Автор(ы)               | Длительность    |
| ------------------- | ----------------------- | ---------------------- | --------------- |
| 1.                  | «The Perfect Kiss»      |                        | 8:46            |
| 2.                  | «Sub-culture»           |                        | 4:48            |
| 3.                  | «Shellshock»            | New Order, Джон Роби   | 6:28            |
| 4.                  | «State of the Nation»   |                        | 6:32            |
| 5.                  | «Bizarre Love Triangle» |                        | 6:44            |
| 6.                  | «True Faith»            | New Order, Стивен Хейг | 5:55            |
| Общая длительность: | Общая длительность:     | Общая длительность:    | 39:13 (1:18:48) |

| №                   | Название                                    | Автор(ы)                | Би-сайд к               | Длительность |
| ------------------- | ------------------------------------------- | ----------------------- | ----------------------- | ------------ |
| 1.                  | «In a Lonely Place»                         | Joy Division            | Ceremony                | 6:16         |
| 2.                  | «Procession»                                |                         | [ ~ 1 ]                 | 4:27         |
| 3.                  | «Mesh»                                      |                         | Everything's Gone Green | 3:02         |
| 4.                  | «Cries and Whispers»                        |                         | Everything's Gone Green | 3:25         |
| 5.                  | «Hurt»                                      |                         | Temptation              | 6:58         |
| 6.                  | «The Beach»                                 |                         | Blue Monday             | 7:19         |
| 7.                  | «Confused» (инструментальная версия)        | New Order, Артур Бейкер | Confusion               | 7:38         |
| 8.                  | «Lonesome Tonight»                          |                         | Thieves Like Us         | 5:11         |
| 9.                  | «Thieves Like Us» (инструментальная версия) | New Order, Артур Бейкер | Murder                  | 6:57         |
| Общая длительность: | Общая длительность:                         | Общая длительность:     | Общая длительность:     | 51:13        |

1. ↑  Не является би-сайдом. Издавалась отдельным 7-дюймовым синглом в 1981 году, на котором была заглавным треком.

| №                   | Название               | Автор(ы)               | Би-сайд к             | Длительность              |
| ------------------- | ---------------------- | ---------------------- | --------------------- | ------------------------- |
| 1.                  | «Kiss of Death»        |                        | The Perfect Kiss      | 7:02                      |
| 2.                  | «Dub-vulture»          |                        | Sub-culture           | 7:57                      |
| 3.                  | «Shellcock»            | New Order, Джон Роби   | Shellshock            | 7:35                      |
| 4.                  | «Shame of the Nation»  | New Order, Джон Роби   | State of the Nation   | 7:54                      |
| 5.                  | «Bizarre Dub Triangle» |                        | Bizarre Love Triangle | 7:00                      |
| 6.                  | «1963»                 | New Order, Стивен Хейг | True Faith            | 5:35                      |
| 7.                  | «True Dub»             | New Order, Стивен Хейг | True Faith            | 10:41                     |
| Общая длительность: | Общая длительность:    | Общая длительность:    | Общая длительность:   | 51:13 (1:44:57) (3:03:45) |

## Позиции в хит-парадах
| Название чарта                            | Наивысшая позиция | Пребывание в чарте |
| ----------------------------------------- | ----------------- | ------------------ |
| Австралия (Australian Music Report)       | 12                | нет данных         |
| Великобритания (UK Albums Chart)          | 3                 | 39 недель          |
| Великобритания (UK Independent Chart)     | 1                 | 48 недель          |
| Канада (RPM Top Albums/CDs)               | 15                | 38 недель          |
| Нидерланды (Nationale Totale Top 100)     | 42                | 6 недель           |
| Новая Зеландия (Recorded Music NZ Charts) | 4                 | 10 недель          |
| США (Billboard 200)                       | 36                | 60 недель          |
| ФРГ (Offizielle Top 100)                  | 18                | 11 недель          |
| Швейцария (Schweizer Hitparade)           | 10                | 4 недели           |
| Швеция (Topplistan)                       | 49                | 1 неделя           |